# Monroe megye (Georgia)
Monroe megye az Amerikai Egyesült Államokban, azon belül Georgia államban található. Megyeszékhelye és legnagyobb városa Forsyth. Lakosainak száma 27 957 fő (2020. április 1.). Monroe megye Butts, Crawford, Jasper, Jones, Bibb, Upson és Lamar megyékkel határos.

## Népesség
A megye népességének változása:
| Lakosok száma | 26 452 | 26 659 | 26 737 | 26 984 | 27 103 | 27 957 |
|               | 2010   | 2011   | 2012   | 2013   | 2015   | 2020   |